# Aurélien Bellanger
Pour les articles homonymes, voir Bellanger.
Ne doit pas être confondu avec Aurélien Bélanger.
Aurélien Bellanger, né le 20 avril 1980 à Laval, est un écrivain français et chroniqueur radio, philosophe de formation. Il reçoit le prix de Flore en 2014 pour son deuxième roman, L'Aménagement du territoire, publié aux éditions Gallimard.

## Biographie
Né à Laval, Aurélien Bellanger vit un an à Argentré, puis grandit à Barentin (banlieue de Rouen), puis à Mennecy dans l'Essonne. Il effectue deux années de classe préparatoire littéraire (hypokhâgne puis khâgne) au lycée La Perverie à Nantes, suit des études de philosophie,, à Nantes et à Rennes et, après une première expérience professionnelle en banlieue chez Virgin, travaille à la librairie L'Arbre à lettres, rue Édouard-Quénu en bas de la rue Mouffetard à Paris. Il finit par quitter son travail pour se consacrer à la littérature,.
En 2010, il publie son premier livre aux éditions Léo Scheer, l'essai Houellebecq écrivain romantique. En 2012 paraît son premier roman, La Théorie de l'information, aux éditions Gallimard. Pour sa sortie, le livre est tiré à 10 000 exemplaires. L'auteur déclare avoir voulu écrire un roman balzacien sur l'époque contemporaine. Le personnage principal, Pascal Ertanger, est en partie inspiré de la biographie de Xavier Niel, fondateur de Free. Le titre du roman est une référence à la théorie de l'information développée par Claude Shannon à partir de 1948.
Son deuxième roman, L'Aménagement du territoire, sort en 2014 et remporte le prix de Flore. Son troisième, Le Grand Paris, est publié en 2017.
En juin 2015, il est membre du jury du Festival international du livre d'art et du film de Perpignan.
De 2017 à 2020, il tient la chronique quotidienne finale des Matins de France Culture intitulée « La conclusion d'Aurélien Bellanger », dans laquelle il se livre au détour d'un commentaire très littéraire d'un fait de société. Une sélection de ces chroniques paraît en 2019 sous le titre La France. Son quatrième roman, Le Continent de la douceur, est publié la même année.
En septembre 2019, il rejoint l'émission Clique de Mouloud Achour sur Canal+, dans laquelle il anime chaque vendredi une chronique décalée sur le monde de la culture[réf. nécessaire].
En janvier 2025, il explique dans C ce soir qu'il n'a pas souhaité se rendre aux manifestations du 11 janvier 2015 qui soutenaient Charlie Hebdo après l'attentat du 7 janvier, voyant des « relents islamophobes » dans la ligne éditoriale du journal sous la direction de Philippe Val, notamment en republiant les caricatures de Mahomet.

## Inspirations
Honoré de Balzac et Michel Houellebecq l'ont fortement influencé pour l'écriture de son premier roman. Il prend toutefois ses distances avec le second, considérant qu'il « s'est trompé en se radicalisant » et que « maintenant, il est à droite de Zemmour », et par conséquent dans le « camp d'en face ». 
Aurélien Bellanger affirme être un fan inconditionnel du Club des cinq d'Enid Blyton. Il cite également, parmi les lectures qui l'ont marqué, Marcel Proust, Julien Gracq, Gustave Flaubert et Stendhal. 
Musicalement, ses deux plus grandes inspirations sont Arnold Schönberg et Bob Marley.  
Il se définit comme un sceptique et se réfère régulièrement au chercheur Freeman Dyson.

## Réception critique

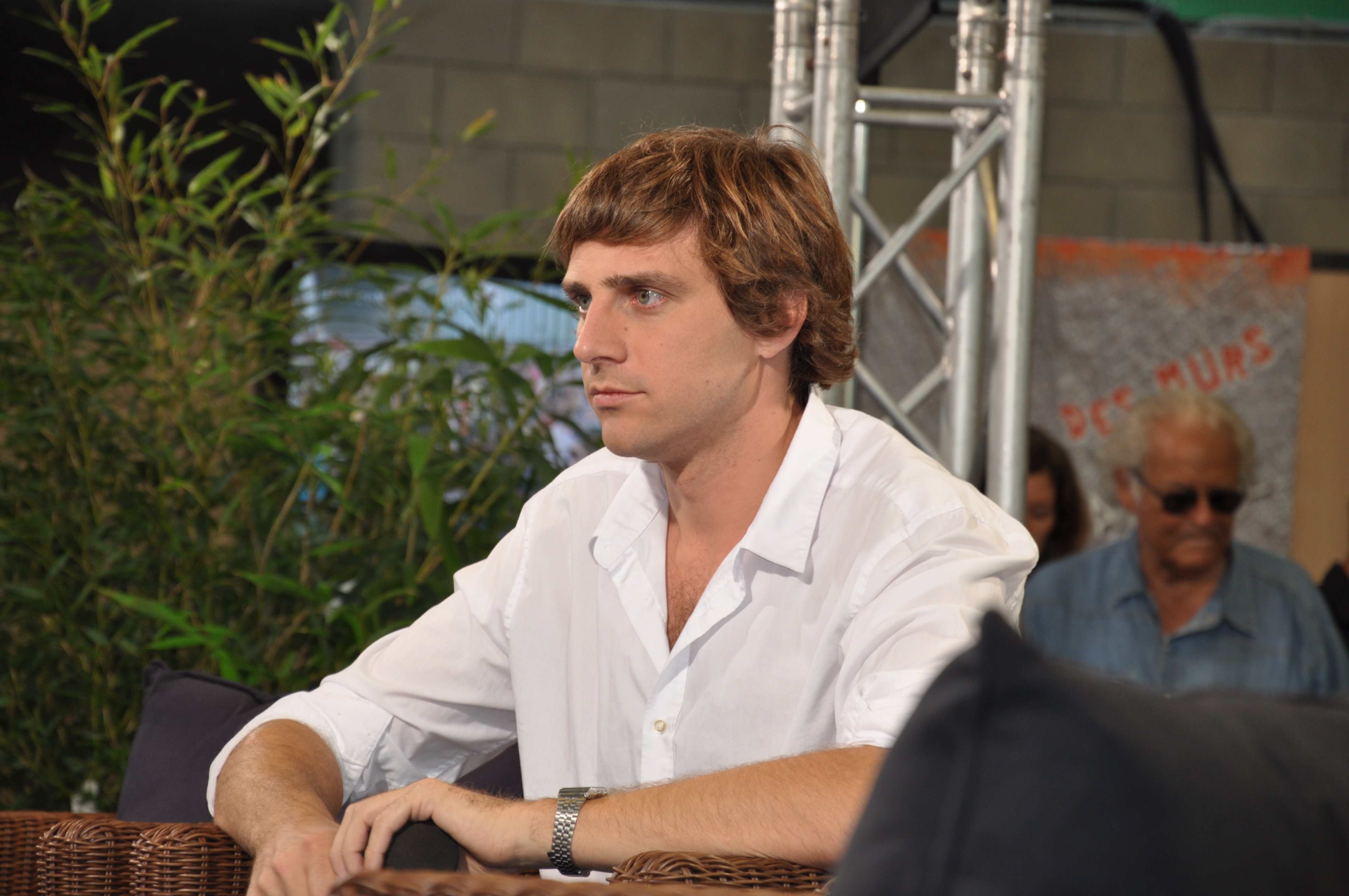
Aurélien Bellanger au du Livre de Mouans-Sartoux en 2012.

À la sortie de son premier roman La Théorie de l'information, Sylvain Bourmeau dans Libération et Élisabeth Philippe dans Les Inrockuptibles comparent l'écrivain à Michel Houellebecq,. Dans La Croix, Sabine Audrerie s'interroge : « S'il fallait chercher un lien, on pourrait retenir la volonté de s'inscrire dans l'héritage balzacien ».
Dans L'Express, Jérôme Dupuis n'est pas élogieux, trouvant le livre ennuyeux. Il y voit un Houellebecq « sans humour, sans sexe, sans aphorisme et sans mélancolie ». Quant au style littéraire d'Aurélien Bellanger, Sylvain Bourmeau le qualifie de volontairement transparent, inspiré du style de l'encyclopédie Wikipédia. Le directeur du magazine Lire, Philippe Delaroche, qualifie cette écriture de « poison Wikipédia ».
Ziad Gebran note, après la parution du Grand Paris : « l'auteur est familier de ce type de production hybride, entre imaginaire et réalité, entre documentaire et fiction, qui force une lecture à plusieurs niveaux ». 
Ulysse Baratin, dans En attendant Nadeau, évoque la « manière bien reconnaissable » composée de « paradoxes, préciosité de style et aisance distanciée » d'un auteur « à thèse » qui « passe son temps à se battre avec un poète refoulé » et dont la « vraie passion » est de « faire des phrases ». 
En août 2024, il publie Les Derniers Jours du Parti socialiste, roman à clés, qui dépeint l'ascension du mouvement politique Printemps républicain, estimant qu'il travestit à gauche le concept de laïcité. Parmi les personnages de ce roman à clef : Laurent Bouvet Grémond,, Raphaël Enthoven Taillevent,, Michel Onfray Frayère,, Lucien Jerphagnon Cormier, Caroline Fourest Véronique Bourny, Philippe Val Revêche, Rokhaya Diallo Lassana Diop, Rachel Khan Lili Caen, Aurélien Bellanger Sauveterre,... et le Printemps républicain alias Mouvement du 9 décembre. Pour Marianne, le roman est un « sommet de lourdeur militante » et un « règlement de comptes à travers une mauvaise littérature ». Les Échos jugent que « la satire est souvent drôle, mais le roman vide de romanesque ». Caroline Pernes dans Télérama décrit quant à elle l'ouvrage comme une « grande fresque politico-historique, délicieusement cynique ». Alain Finkielkraut, dans son émission Répliques, qualifie d'« abjecte » la façon dont Laurent Bouvet est traité, sous couvert de satire, dans le roman. Nicolas Vieillescazes, dans Le Monde diplomatique, critique un « roman d'abstractions » où « les personnages suivent une trajectoire dont on saisit le comment, jamais le pourquoi », et dans lequel l'auteur s'applique surtout à décrire « sa propre conversion, son passage d'une ironie aveugle, bourgeoise, à une ironie clairvoyante ».

## Œuvres

### Romans
- La Théorie de l'information, Paris, Gallimard, coll. « Blanche », 2012, 486 p. (ISBN 978-2-07-013809-8) ; coll. « Folio » (no 5702), 2014, 523 p.  (ISBN 978-2-07-045626-0).
- L'Aménagement du territoire, Paris, Gallimard, coll. « Blanche », 2014, 477 p. (ISBN 978-2-07-014607-9) ; coll. « Folio » (no 6049), 2016, 506 p.  (ISBN 978-2-07-046809-6 et 978-2-07-264630-0) [lire en ligne].
- Le Grand Paris, Paris, Gallimard, coll. « Blanche », 2017, 475 p. (ISBN 978-2-07-019762-0) ; coll. « Folio » (no 6519), 2018, 514 p.  (ISBN 978-2-07-279345-5).
- Le Continent de la douceur, Paris, Gallimard, coll. « Blanche », 2019, 495 p. (ISBN 978-2-07-277179-8) ; coll. « Folio » (no 6904), 2021, 535 p.  (ISBN 978-2-07-292126-1 et 978-2-07-292127-8) [lire en ligne].
- Téléréalité, Paris, Gallimard, coll. « Blanche », 2021, 243 p. (ISBN 978-2-07-290299-4) ; coll. « Folio » (no 7115), 2022, 270 p.  (ISBN 978-2-07-297757-2) [lire en ligne].
- Le Vingtième Siècle, Paris, Gallimard, coll. « Blanche », 2023, 427 p. (ISBN 978-2-07-299255-1 et 978-2-07-299258-2, lire en ligne).
- Les Derniers Jours du Parti socialiste, Paris, Seuil, coll. « Cadre rouge », 2024, 469 p. (ISBN 978-2-02-157116-5 et 978-2-02-157117-2, lire en ligne)[34].

### Nouvelles
- Retour vers le futur, dans Le Point, no 2095, 8 novembre 2012.
- La Fête (avec des aquarelles de Thomas Lévy-Lasne), Boulogne-Billancourt, Éditions de la Ménagerie, 2017, 59 p. (ISBN 978-2-9560093-0-6).

### Théâtre
- Eurodance, Paris, Gallimard (hors série littérature), 2018, 67 p. (ISBN 978-2-07-277709-7 et 978-2-07-277711-0, lire en ligne).

### Essais
- Houellebecq écrivain romantique, Paris, Léo Scheer, 2010, 299 p. (ISBN 978-2-7561-0256-6 et 978-2-7561-0602-1, lire en ligne).
- La France : chroniques, Paris, coédition Gallimard / France Culture (hors série littérature), 2019, 328 p. (ISBN 978-2-07-285345-6).
- Le Musée de la jeunesse, Paris, Stock, coll. « Ma nuit au musée », 2024, 154 p. (ISBN 978-2-234-09368-3).

### Préfaces
- Charles Dickens (trad. et éd. de Sylvère Monod), Bleak House, Paris, Gallimard, coll. « Folio / Classique » (no 6425), 2018, 1469 p. (ISBN 978-2-07-079274-0).
- François-René de Chateaubriand (ill. Gustave Doré,  éd. nouvelle de Sébastien Baudoin), Atala suivi de René, Paris, Gallimard, coll. « Folio / Classique » (no 7217), 2023, 432 p. (ISBN 978-2-07-294735-3).
- Albert Meige, Kilomètre 360 - Au-delà de l'ultra-Trail, Paris, Éditions Guérin Paulsen, 2025, 180 p.

### Contributions
- « Webcam », dans Thomas Lévy-Lasne (exposition Visiblement de Thomas Lévy-Lasne, Paris, 5 janvier - 23 février 2013, Galerie Isabelle Gounod), Paris, Éditions Particules, 2012, 32 p., 56 p. de pl. (ISBN 978-2-9542676-1-6).
- « Blockbuster  – À propos de Saint Dominique et saint François préservant le monde de la colère du Christ de Pierre Paul Rubens », dans D'après – Des romanciers au musée des Beaux-Arts de Lyon, Presses universitaires de Lyon, 2016.
- « 42 kilomètres », dans Creatures of the City - SCAU architecture (photographies de Cyrille Weiner), Park Books, 2018.
- « Terminus », dans Armistice, Gallimard, coll. « Blanche », 2018.
- « Un truc du XXe siècle », dans Les Désirs comme désordre, Pauvert, 2020.
- « La mer à portée de main », dans Prélude au Vendée Globe - Regards d’écrivains, de marins et de chercheurs, Gallimard, 2020.
- 00s : collection Cranford : les années 2000 (avec Vincent Pécoil) (catalogue d'exposition, Montpellier, 24 octobre - 31 janvier 2021, MO.CO., Hôtel des collections), Milan, Silvana Editoriale, 2020, 184 p. (ISBN 978-88-366-4591-6).
- Un texte dans La Fin du banal (Monographie de Thomas Lévy-Lasne), Paris, Éditions des Beaux-Arts de Paris, 2025.

### Court métrage
- Pays de France de Stefan Cornic, pour Le Grand Paris des écrivains, Pavillon de l'Arsenal et Libération, 2020[35].

## Prix
- 2014 : prix de Flore[36] et prix du Zorba[37] pour L'Aménagement du territoire.
- 2015 : prix Amic de l'Académie française pour L'Aménagement du territoire[38].

## Filmographie
- 2011 : Vilaine Fille, mauvais garçon de Justine Triet (caméo)
- 2013 : Agit Pop de Nicolas Pariser : un pompier (caméo)
- 2013 : La Bataille de Solférino de Justine Triet : un militant UMP (caméo)
- 2016 : Victoria de Justine Triet : le voisin de table de Victoria au mariage (caméo)
- 2019 : Sibyl de Justine Triet : l'éditeur
- 2022 : Le Parfum vert de Nicolas Pariser : le libraire